# ساندرا بينيتيز
ساندرا بينيتيز (بالإنجليزية: Sandra Benitez)‏‏ (26 مارس 1941 - )؛ روائية من الولايات المتحدة.